# Кловський узвіз
Кло́вський узві́з — вулиця в Печерському районі міста Києва, місцевості Печерськ, Липки. Пролягає від Інститутської до вулиці Князів Острозьких. Знаменита своїм оригінальним рельєфом. 
Прилучаються провулок Івана Мар'яненка, вулиці Мечникова і Гусовського.

## Історія
Узвіз споруджено в 1850–1852 роках. Назва походить від урочища Клов і Кловського струмка, що протікав у його долині.
До 1970-х років поруч існував також Кловський провулок.
В довідниках і мапах радянських часів —  Кловський спуск. 

## Забудова
№ 9/1 — головний офіс Укртрансгазу.
№ 7 — найвищий в Україні будинок (48-поверховий).
№ 13-а — Центр ендокринології і трансплантації внутрішніх органів.

## Особистості
- № 6 —  у будинку мешкає кінознавець Володимир Войтенко
- № 14/24 — у будинку мешкали видатні спортсмени Олег Базилевич, Віталій Романенко, Тиберій Попович, актор Вацлав Дворжецький, кінознавець Олександр Рутковський

## Зображення

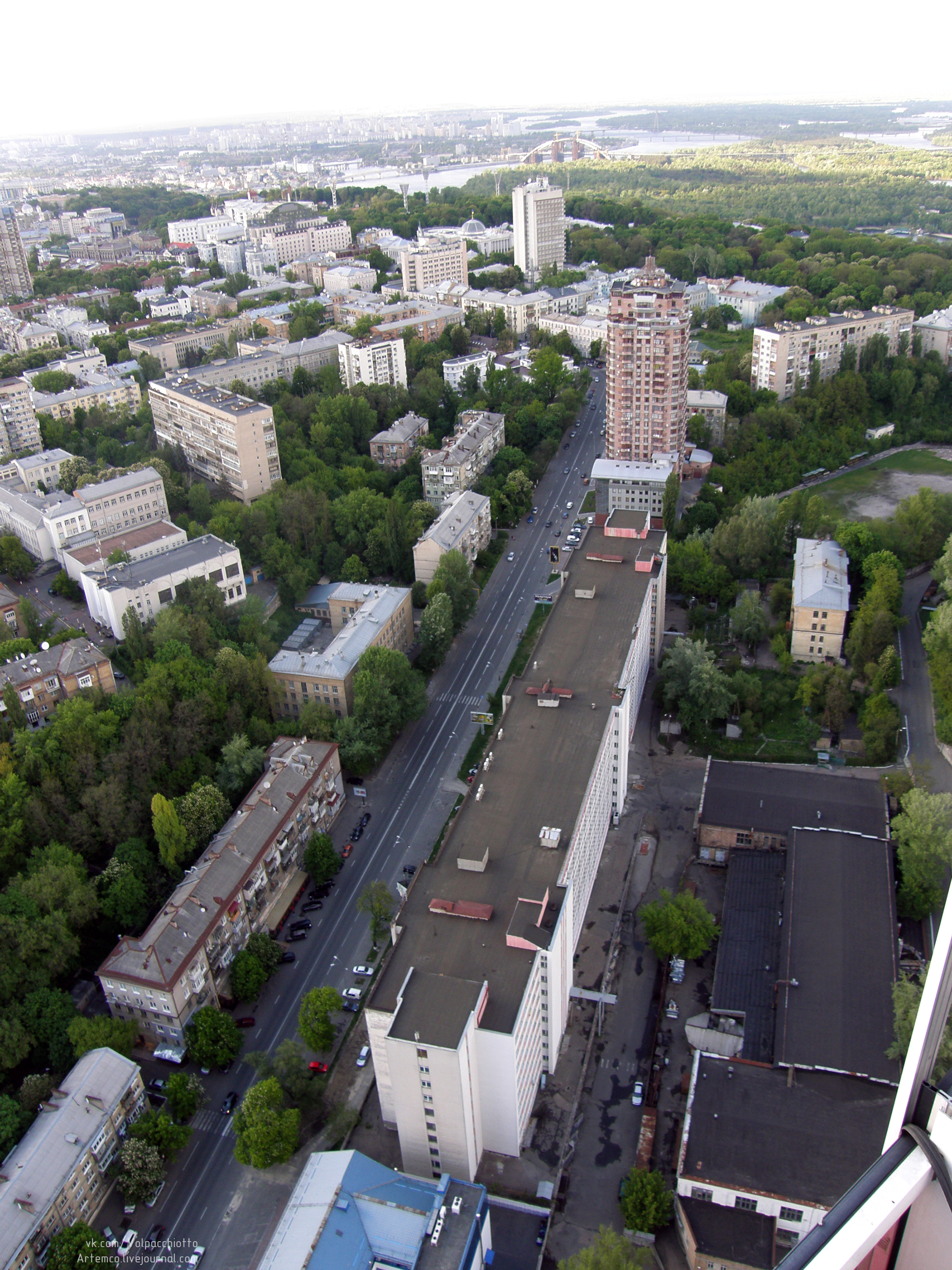
Кловський узвіз від початку
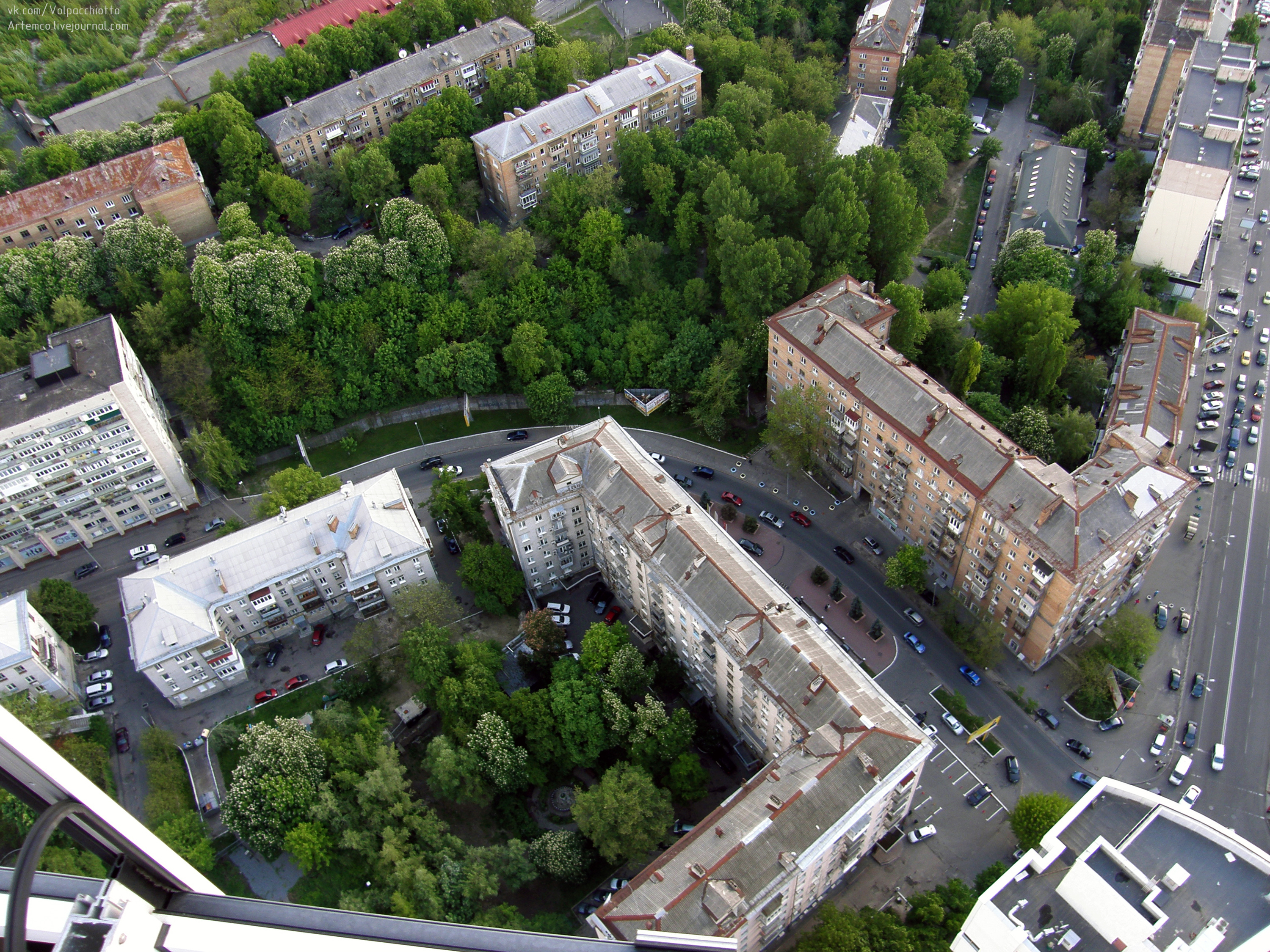
поворот узвозу від вулиці Мечникова
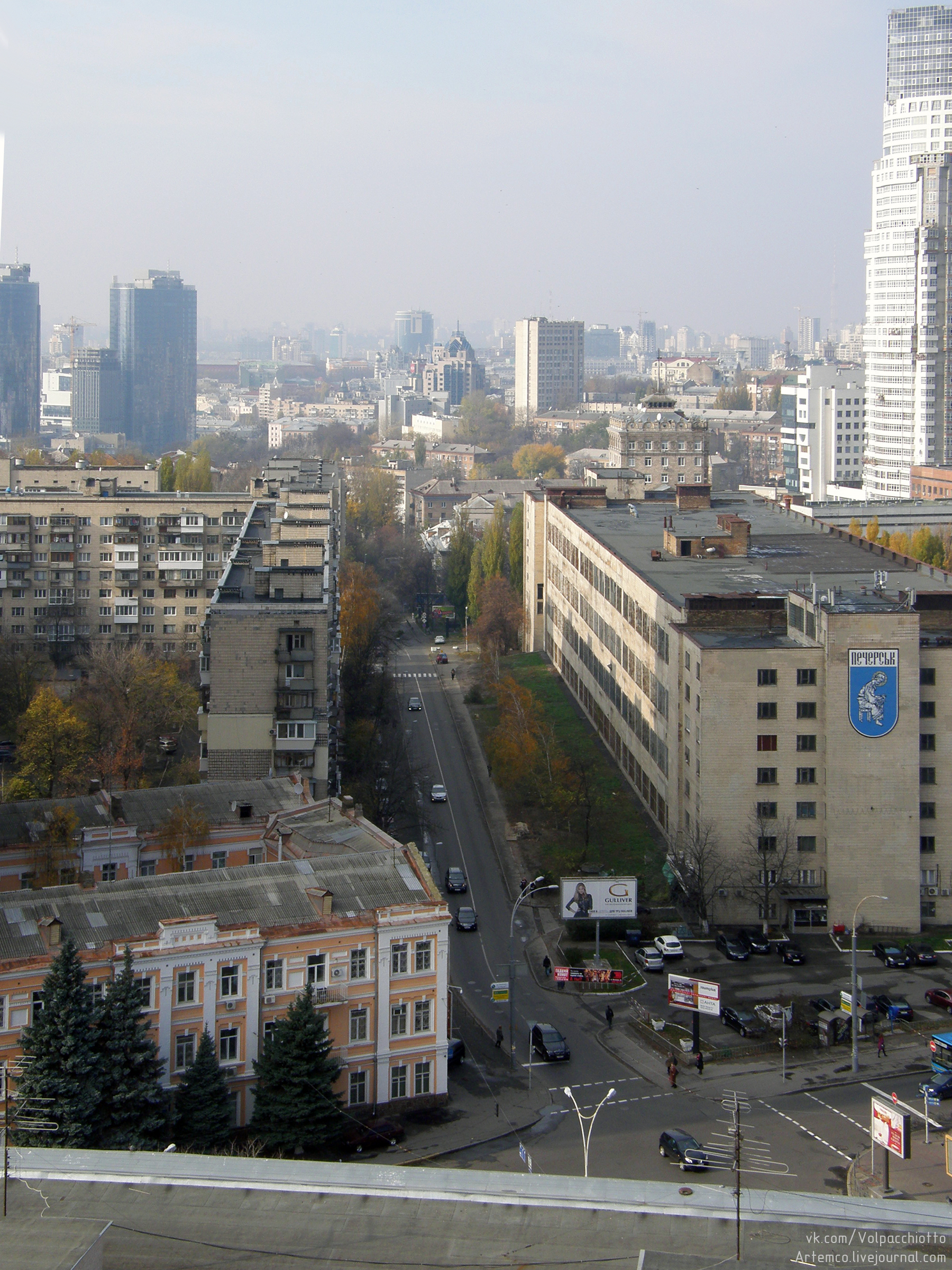
Від Московської вулиці до повороту
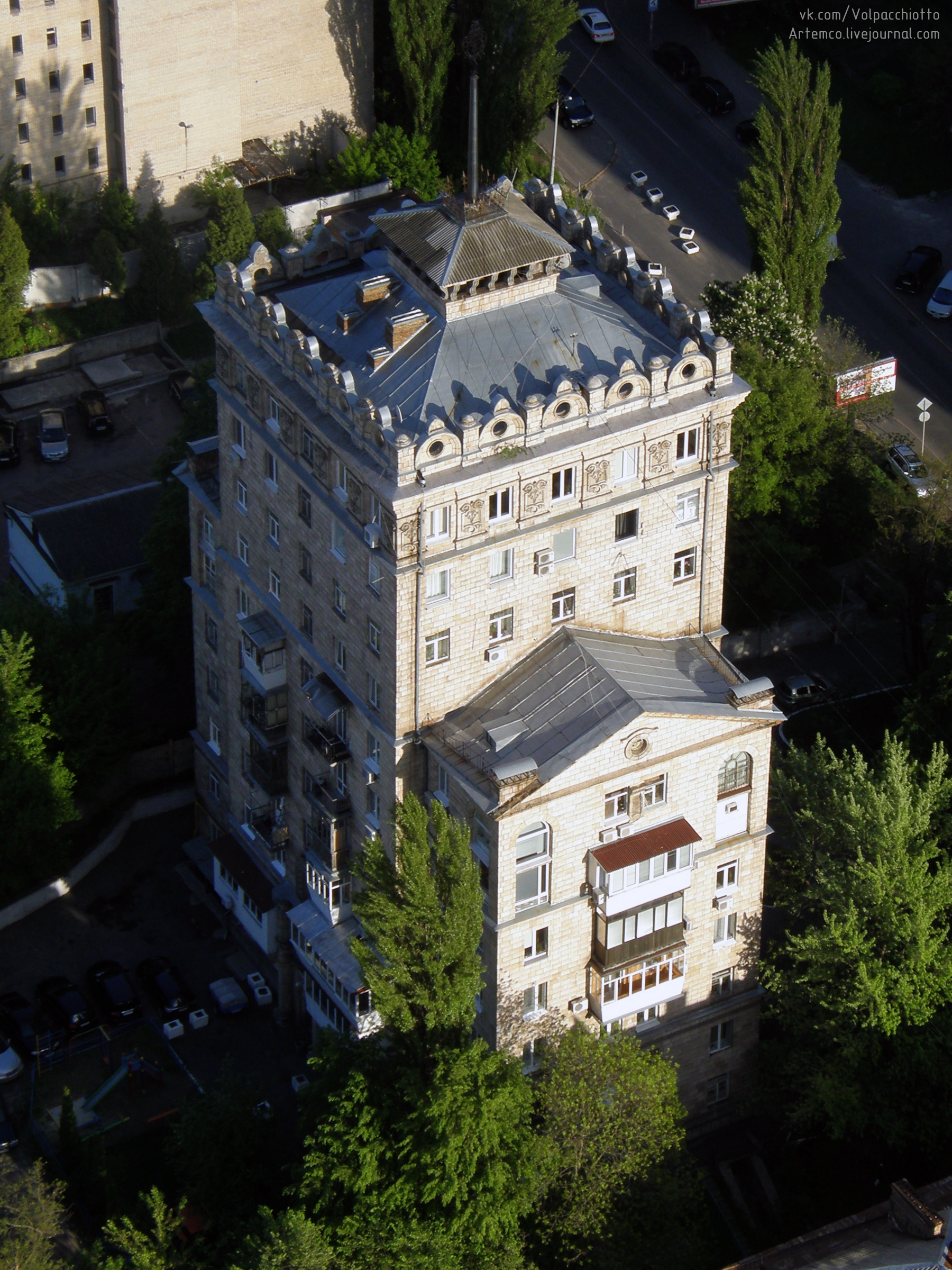
Кловський узвіз, 17
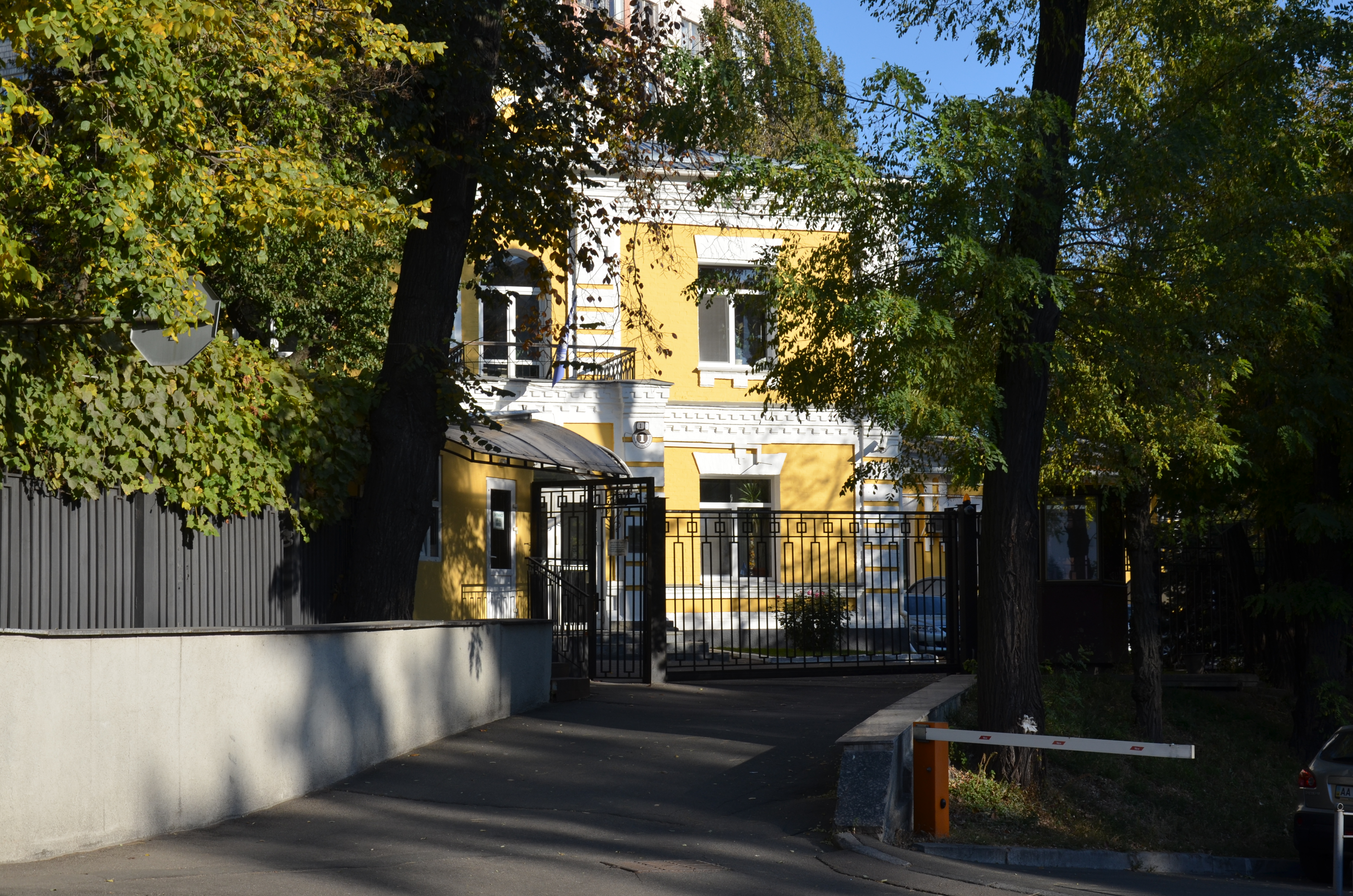
Представництво Програми розвитку Організації Об'єднаних Націй в Україні